# Paracardiophorus coreanus
Paracardiophorus coreanus là một loài bọ cánh cứng trong họ Elateridae. Loài này được Kishii miêu tả khoa học năm 1977.